# Esteban Saveljich
Esteban Ariel Saveljich, talvolta traslitterato Esteban Saveljić (in serbo Естебан Савељић?; Tandil, 20 maggio 1991), è un calciatore argentino naturalizzato montenegrino, difensore del Real Murcia.
In Argentina è soprannominato El Polaco per via del colore della sua capigliatura, tipica degli slavi. In Montenegro è soprannominato Gaucho.

## Biografia
Nato a Tandil, possiede anche la cittadinanza montenegrina, essendo i suoi nonni paterni immigrati dal Montenegro. È il cugino dell'ex calciatore Niša Saveljić.

## Carriera

### Club
Inizia la sua carriera calcistica nel settore giovanile del Racing Club, al quale si aggrega nel 2006, all'età di 15 anni. Il suo debutto in prima squadra arriva sei anni dopo, il 23 giugno 2012, nella partita di Primera División contro il Vélez Sarsfield, persa per 2-1. Il suo primo gol con la maglia del Racing risale al 1º aprile 2014, nella partita pareggiata 3-3 contro l'Estudiantes (LP).. Nella stessa stagione contribuisce alla vittoria della Primera División per la squadra di Avellaneda.
Nel gennaio del 2015 viene ceduto in prestito fino al termine della stagione al Defensa y Justicia, collezionando 24 presenze ed un gol segnato.
Il 24 gennaio 2016 viene ceduto in prestito per sei mesi all'Almería. Il 18 agosto seguente passa al Levante, firmando un contratto quadriennale.

### Nazionale
Una volta acquisita la cittadinanza montenegrina, viene convocato in nazionale nel giugno del 2015 per le partite contro Danimarca e Svezia.

## Statistiche

### Presenze e reti nei club
Statistiche aggiornate al 6 marzo 2022.
| Stagione              | Squadra               | Campionato            | Campionato | Campionato | Coppe nazionali | Coppe nazionali | Coppe nazionali | Coppe continentali | Coppe continentali | Coppe continentali | Altre coppe | Altre coppe | Altre coppe | Totale | Totale |
| Stagione              | Squadra               | Comp                  | Pres       | Reti       | Comp            | Pres            | Reti            | Comp               | Pres               | Reti               | Comp        | Pres        | Reti        | Pres   | Reti   |
| --------------------- | --------------------- | --------------------- | ---------- | ---------- | --------------- | --------------- | --------------- | ------------------ | ------------------ | ------------------ | ----------- | ----------- | ----------- | ------ | ------ |
| 2011-2012             | Racing Club           | PD                    | 1          | 0          | CA              | 0               | 0               | -                  | -                  | -                  | -           | -           | -           | 1      | 0      |
| 2012-2013             | Racing Club           | PD                    | 1          | 0          | CA              | 0               | 0               | -                  | -                  | -                  | -           | -           | -           | 1      | 0      |
| 2013-2014             | Racing Club           | PD                    | 26         | 1          | CA              | 0               | 0               | -                  | -                  | -                  | -           | -           | -           | 26     | 1      |
| 2014                  | Racing Club           | PD                    | 0          | 0          | CA              | 0               | 0               | -                  | -                  | -                  | -           | -           | -           | 0      | 0      |
| Totale Racing Club    | Totale Racing Club    | Totale Racing Club    | 28         | 1          |                 | 0               | 0               |                    | -                  | -                  |             | -           | -           | 28     | 1      |
| 2015                  | Defensa y Justicia    | PD                    | 24         | 1          | CA              | 3               | 0               | -                  | -                  | -                  | -           | -           | -           | 27     | 1      |
| gen.-giu. 2016        | Almería               | SD                    | 17         | 1          | CR              | 0               | 0               | -                  | -                  | -                  | -           | -           | -           | 17     | 1      |
| 2016-2017             | Levante               | SD                    | 9          | 0          | CR              | 1               | 0               | -                  | -                  | -                  | -           | -           | -           | 10     | 0      |
| 2017-2018             | Albacete              | SD                    | 29         | 0          | CR              | 0               | 0               | -                  | -                  | -                  | -           | -           | -           | 29     | 0      |
| 2018-2019             | Almería               | SD                    | 33         | 1          | CR              | 1               | 0               | -                  | -                  | -                  | -           | -           | -           | 34     | 1      |
| Totale Almería        | Totale Almería        | Totale Almería        | 50         | 2          |                 | 1               | 0               |                    | -                  | -                  |             | -           | -           | 51     | 2      |
| 2019-2020             | Rayo Vallecano        | SD                    | 32         | 3          | CR              | 2               | 0               | -                  | -                  | -                  | -           | -           | -           | 34     | 3      |
| 2020-2021             | Rayo Vallecano        | SD                    | 25+4       | 1+0        | CR              | 3               | 0               | -                  | -                  | -                  | -           | -           | -           | 32     | 1      |
| 2021-2022             | Rayo Vallecano        | PD                    | 21         | 0          | CR              | 2               | 0               | -                  | -                  | -                  | -           | -           | -           | 23     | 0      |
| Totale Rayo Vallecano | Totale Rayo Vallecano | Totale Rayo Vallecano | 78+4       | 4+0        |                 | 7               | 0               |                    | -                  | -                  |             | -           | -           | 89     | 4      |
| Totale carriera       | Totale carriera       | Totale carriera       | 218+4      | 8+0        |                 | 12              | 0               |                    | -                  | -                  |             | -           | -           | 234    | 8      |

### Cronologia presenze e reti in nazionale
| Cronologia completa delle presenze e delle reti in nazionale ― Montenegro | Cronologia completa delle presenze e delle reti in nazionale ― Montenegro | Cronologia completa delle presenze e delle reti in nazionale ― Montenegro | Cronologia completa delle presenze e delle reti in nazionale ― Montenegro | Cronologia completa delle presenze e delle reti in nazionale ― Montenegro | Cronologia completa delle presenze e delle reti in nazionale ― Montenegro | Cronologia completa delle presenze e delle reti in nazionale ― Montenegro | Cronologia completa delle presenze e delle reti in nazionale ― Montenegro |
| Data                                                                      | Città                                                                     | In casa                                                                   | Risultato                                                                 | Ospiti                                                                    | Competizione                                                              | Reti                                                                      | Note                                                                      |
| ------------------------------------------------------------------------- | ------------------------------------------------------------------------- | ------------------------------------------------------------------------- | ------------------------------------------------------------------------- | ------------------------------------------------------------------------- | ------------------------------------------------------------------------- | ------------------------------------------------------------------------- | ------------------------------------------------------------------------- |
| 8-6-2015                                                                  | Viborg                                                                    | Danimarca                                                                 | 2 – 1                                                                     | Montenegro                                                                | Amichevole                                                                | -                                                                         | 46’                                                                       |
| 14-8-2015                                                                 | Solna                                                                     | Svezia                                                                    | 3 – 1                                                                     | Montenegro                                                                | Qual. Euro 2016                                                           | -                                                                         | 58’                                                                       |
| 12-10-2015                                                                | Mosca                                                                     | Russia                                                                    | 2 – 0                                                                     | Montenegro                                                                | Qual. Euro 2016                                                           | -                                                                         |                                                                           |
| 24-3-2016                                                                 | Il Pireo                                                                  | Grecia                                                                    | 2 – 1                                                                     | Montenegro                                                                | Amichevole                                                                | -                                                                         |                                                                           |
| Totale                                                                    |                                                                           | Presenze                                                                  | 4                                                                         |                                                                           | Reti                                                                      | 0                                                                         |                                                                           |

## Palmarès

### Club

#### Competizioni nazionali
- Campionato argentino: 1

Racing Club: 2014
- Segunda Division: 1

Levante: 2016-2017